# Krystalit

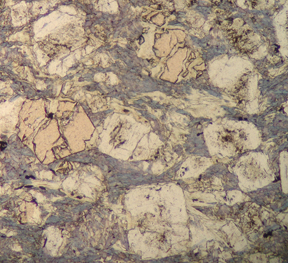
Mikroskopowe zdjęcie skalnych krystalitów

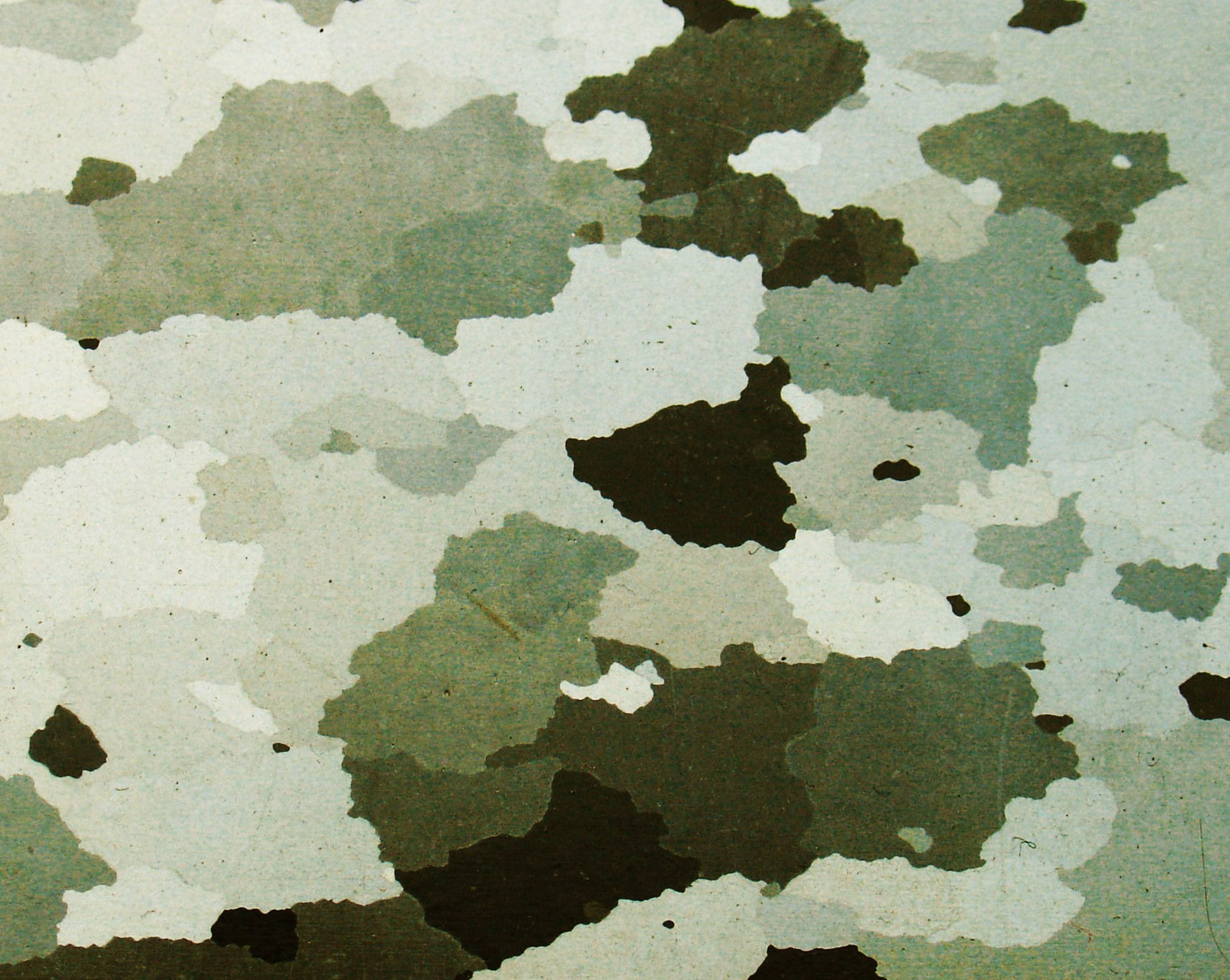
Zdjęcie powierzchni blachy elektrotechnicznej ukazujące strukturę polikrystaliczną z widocznymi pojedynczymi ziarnami o rozmiarach do 2 cm

Krystalit (zwany również ziarnem) – część ciała stałego o budowie krystalicznej będąca obszarem monokrystalicznego uporządkowania. Ma rozmiary od kilku nanometrów do milimetrów. Krystality oddzielone są od siebie cienkimi amorficznymi warstwami (granicami ziaren) tworząc większe struktury polikrystaliczne. W pewnych materiałach (np. krzem nanokrystaliczny) poszczególne bardzo małe ziarna krystaliczne osadzone są w matrycy amorficznej, nieposiadającej struktury krystalicznej. 
Krystality są zwykle zorientowane przypadkowo. W związku z tym ich własności fizyczne są izotropowe, co oznacza izotropowość np. pod względem mechanicznym, a substancjach przezroczystych – optycznym. 
Krystality mogą układać się w sposób uporządkowany tworząc okrągłe (lub sferyczne) sferolity, dendryty o budowie drzewiastej, igły i inne. Struktury takie tworzone są w warunkach przechłodzenia, gdy proces nukleacji wtórnej dominuje nad procesem nukleacji pierwotnej.
Powstawanie takich konglomeratów krystalitów obserwuje się w bardzo różnych substancjach takich jak:
- polimery
- skrystalizowane ciekłe kryształy
- metale
- skały wulkaniczne
- woda (w warunkach resublimacji)

W skałach wulkanicznych wyróżnia się krystality jako nierozwinięte formy krystaliczne nieskręcające płaszczyzny polaryzacji światła, których nie można zaliczyć do minerałów i oznaczyć ich postaci krystalicznych. Ze względu na kształty i formy skupień nazywane są: arkulity, bacylity, belonity, chiasmolity, klawality, kumulity, globulity, globosferyty, longulity, margaryty, skopulity, spikulity, trychity.
W metalurgii, w wyniku odkształcenia plastycznego powstającego podczas obróbki plastycznej na zimno (np. walcowanie, ciągnienie), może nastąpić ukierunkowanie struktury we wszystkich ziarnach. Strukturę taką nazywa się teksturą. Swoiste tekstury mogą powstać również w specyficznych warunkach krystalizacji odlewów (tekstura odlewnicza). Takie struktury uporządkowane mogą wykazywać właściwości anizotropowe.